# Alfie Atkins
 (février 2013).
Si vous disposez d'ouvrages ou d'articles de référence ou si vous connaissez des sites web de qualité traitant du thème abordé ici, merci de compléter l'article en donnant les références utiles à sa vérifiabilité et en les liant à la section « Notes et références ».
Alfie Atkins (Alfons Åberg) est une série télévisée d'animation suédoise en seize épisodes de 10 minutes réalisée par Per Åhlin sur un scénario de Gunilla Bergström, adapté de ses propres livres du même nom, dont treize épisodes diffusés du 31 décembre 1979 au 19 janvier 1982, et trois épisodes du 18 mars au 1er avril 1994 sur SVT1.
La bande son est composée par Georg Riedel et la narration est réalisée par Björn Gustafsson. La série est produite par le studio Åhlin Penn Film en collaboration avec l'Institut suédois pour le cinéma et les diffuseurs scandinaves SVT, NRK, YLE et DR. Tous les épisodes ont été distribués au format films, VHS et DVD.
En France, le dessin fut également diffusé dans les années 1980 sur la chaine FR3 après Le Disney Channel le samedi soir, et au Québec à partir du 14 septembre 1986 sur TVJQ.